# Fulton County (Ohio)
 For alternative betydninger, se Fulton County. (Se også artikler, som begynder med Fulton County)
Fulton County er et county i den amerikanske delstat Ohio. Amtet ligger i den nordvestlige del af delstaten og grænser op til Lucas County i øst, Henry County i syd og mod Williams County i vest. Amtet grænser desuden op til delstaten Michigan i nord.
Fulton Countys totale areal er 1 055 km² hvoraf 1 km² er vand. I 2000 havde amtet 42 084 indbyggere. Amtets administration ligger i byen Wauseon.
Amtet blev grundlagt i 1835 og har fået sit navn efter opfinderen og dampbåds-pioneren Robert Fulton.

## Demografi
Ifølge folketællingen fra 2000 boede der 42,084 personer i amtet. Der var 15,480 husstande med 11,687 familier. Befolkningstætheden var 40 personer pr. km². Befolkningens etniske sammensætning var som følger: 95.65% hvide, 0.24% afroamerikanere.
Der var 15,480 husstande, hvoraf 37.10% havde børn under 18 år boende. 63.20% var ægtepar, som boede sammen, 8.20% havde en enlig kvindelig forsøger som beboer, og 24.50% var ikke-familier. 21.10% af alle husstande bestod af enlige, og i 9.40% af tilfældende boede der en person som var 65 år eller ældre.
Gennemsnitsindkomsten for en hustand var $44,074 årligt, mens gennemsnitsindkomsten for en familie var på $50,952 årligt.